# Нельсон, Ирина
Ирина Не́льсон (ранее — Диа́на), настоящее имя — Ири́на Анато́льевна Тю́рина (по отцу — Терёшина; род. 19 апреля 1972, Барабинск, Новосибирская область, СССР) — российская певица, автор песен и продюсер. Основательница и многолетняя солистка группы REFLEX, обладательница 19 музыкальных наград, дипломированный преподаватель йоги и автор собственного проекта о здоровье Life108.
Начала музыкальную карьеру в составе новосибирского джазового оркестра, затем выступала в группе «Электроверсия». Всероссийскую известность и успех получила как певица Диана, выступая под этим псевдонимом в 1992—1999 годах. В 1999 году основала новую популярную группу REFLEX, став её ведущей солисткой. В 2007 году покинула коллектив и в дальнейшем выступала сольно, с 2012 года совмещает сольную карьеру с работой в коллективе в качестве основной солистки как «Ирина Нельсон и группа REFLEX».
В 2017 году Указом Президента Российской Федерации была награждена медалью ордена «За заслуги перед Отечеством» II степени — главным образом за благотворительные концерты в горячих точках.

## Биография

### Детство и юность
Дочь железнодорожника Анатолия Васильевича Терёшина и домохозяйки Раисы Ивановны, родилась в городе Барабинске (Новосибирская область). В семье было две дочери, старшая — Вера. С детских лет мечтала стать знаменитой, часто пела песни перед гостями, играла на фортепиано. В школьных ансамблях практически всегда была руководительницей, раздавала указания, делила партии. Именно тогда Нельсон решила стать профессиональной певицей и скрывала свою мечту от родителей, а её бабушка советовала окончить торговый институт.
С отличием окончила музыкальную школу в родном городе и уехала в Новосибирск, поступив в Новосибирское музыкальное училище на преподавателя фортепиано. Во время учёбы она увлеклась джазовым вокалом и стала солисткой джазового биг-бэнда. Позже в её репертуаре появляются композиции «The Winner» и «When Apples Fall to the Sky», которые в 2012 году вошли в её сольный альбом Sun Generation.

### Начало карьеры
В начале 1990-х годов Ирина Нельсон гастролировала по стране в качестве солистки джазового оркестра. На одном из вокальных конкурсов, в котором она одержала победу, её заметил музыкант и композитор Вячеслав Тюрин. Он искал певицу для своей группы «Электроверсия» и предложил девушке стать солисткой его коллектива. Нельсон поначалу хотела ответить отказом, но, прослушав кассету Тюрина, согласилась.
Нельсон выбрала себе псевдоним Диана — в дань уважения к американской певице Дайане Росс — и в составе группы записала альбом «Вечер с Дианой». Вскоре музыканты решили, что нужно покорять столицу.
В 1992 году Диана и Вячеслав Тюрин уехали в Москву. Имея при себе всего 300 долларов, они пытались заработать деньги на клипы и даже безуспешно пробовали торговать джинсовыми куртками на рынке.

### 1992—1998: Проект «Диана»
Ирина Нельсон начала выступать как сольная исполнительница под псевдонимом Диана. В 1993 году под лейблом RDM выходит дебютный альбом «Я хочу любить!», музыку для которого написал Вячеслав Тюрин, который также принял участие в написании многих текстов. В 1994 году выходит клип Дианы на композицию «Белая песня». В 1994 году под эмблемой Becar Records выпускается вторая студийная работа певицы — «Я вернусь», музыку для которой также написал Тюрин (за исключением трека «Мой дождь» — музыка Дианы). С этого альбома Диана и Тюрин начинают сотрудничать с Викторией Сотовой (Дементьевой), написавшей большинство текстов песен для пластинки, которая в дальнейшем примет участие в создании многих композиций Дианы и группы REFLEX. Песня из альбома «Просто танцевать» выпускалась на различных сборниках и получила популярность на дискотеках.
В 1995 году Диана заключила контракт со студией «Союз». Её новая песня «Не говори» заметно отличалась от других поп-композиций того периода и стала мегахитом. На этот трек выходят макси-сингл «Не говори…», одноимённый альбом в жанре европоп и клип. Образ певицы стал более женственным, эротичным, а запоминающийся тембр голоса обеспечил ей всероссийскую известность и большой успех. Популярность певицы росла стремительно вверх. Известными хитами также становятся песни «Расскажи» и «Грешная любовь», на которую снимается клип. Также появляется видео к песне «Я тебя провожаю». Диана лидирует в хит-парадах страны не только со своими весёлыми и заводными песнями, но и с трогательными душевными лирическими балладами. С этого момента образ певицы начинает меняться от альбому к альбому, каждый образ соответствует определённому периоду. Годом позже студия «Союз» выпускает альбом «Гори, гори ясно!», на заглавную композицию снимается видеоклип. 19 марта 2023 года «Гори, гори ясно!» была исполнена на концерте «REFLEX 20 лет» в Vegas City Hall.
В дальнейшем Диана и Тюрин принимают решение кардинально изменить имидж певицы до неузнаваемости, для чего привлекаются стилисты, имиджмейкеры и западные музыканты. Белый парик, яркий макияж придают артистке образ агрессивной львицы, исполнительница переходит на западный евродэнс и синтезаторную музыку. «Союз» выпускает пятую пластинку под названием «Скатертью дорога!», а также две компиляции — альбом ремиксов «Не целуй её (Dance Remix)» и сборник лучших хитов «The Best». Композиции с последнего альбома «Не целуй её» и «Скатертью дорога» становятся хитами дискотек, на них же снимаются клипы. Диана устраивает гастрольный тур. Совместно с группой «Стрелки» она записывает песню «Танцы на облаках».
Несмотря на большую популярность, проект «Диана» фактически не приносил никакой прибыли его создателям: львиная доля доходов оставалась у компании «Союз». Вячеслав и Ирина решили вновь трансформировать Диану, придать её песням новое звучание, изменить её образ и при этом сохранить её имя. В 1998 году они разорвали контракт с «Союзом» и заключили договор с компанией «АРС». Однако после дефолта эта компания заморозила успешный проект и оставила за собой права на бренд «Диана», песни, имидж, запретив Ирине выступать в этом образе. Позднее певица объясняла это тем, что псевдоним Диана очень тяготил её и она решила от него отказаться и сменить имидж. В 1999 году вместе с Вячеславом она уехала в Германию, где вскоре появилась идея нового музыкального проекта. Спустя много лет после завершения карьеры Ирины Нельсон в образе Дианы к этому проекту по-прежнему сохранился огромный интерес. В 2017 году все альбомы Дианы прошли ремастеринг и стали доступны на цифровых площадках. Также состоялся релиз альбома «Радио любви» с хитами «Сделай шаг», «Не жалей о том», «Всё будет хорошо» и другими, который должен был выйти в 1999 году. 4 мая 2023 года по инициативе поклонников Ирины Нельсон компания Reflexmusic выпустила этот альбом на компакт-диске с помощью краудфандинговой кампании тиражом 100 экземпляров.

### 1999—2007: Новое имя и группа REFLEX
После запрета на использование сценического имени и образа для успешного возвращения на сцену Ирина Нельсон и Вячеслав Тюрин придумали несколько легенд. Певица перекрасила волосы в красный цвет, была вымышлена сестра-близнец Дианы по имени Лина, якобы отбившая у неё продюсера. Для правдоподобности появилась фотография-коллаж, на которой изобразили Нельсон с настоящими на тот момент красными волосами («в роли» Лины) и в белом парике (в образе Дианы), и этот ход оказался удачным. Нельсон выпускает клип «Не жалей о том», однако под именем Дианы. Вместе с Тюриным она также придумала легенду о своём замужестве в Германии со шведом Андреасом Нельсоном, с которым впоследствии якобы развелась и оставила себе его фамилию. Певица стала выступать как Ирина Нельсон в составе своей новой группы — REFLEX. Название было придумано случайно: Ирина Нельсон, Вячеслав Тюрин и стилист Алишер смотрели все надписи по сторонам и увидели его. Музыкантам показалось, что REFLEX — именно то слово, которое точно отображает их внутренний мир. Дебютный сингл группы вместе с видеоклипом под названием «Дальний свет», снятый в Германии, вышел в конце 1999 года. На тот момент в состав группы входила одна Ирина. Коллектив сформировался позже, когда уже имелся материал для первого альбома. Нельсон придумала для группы образ двух блондинок-близняшек, который будет использоваться на протяжении семи лет. В начале 2000 года в состав группы вошли танцоры Ольга Кошелева и Денис Давидовский. 23 ноября в клубе «Студио» состоялась презентация клипа «Встречай новый день», съёмки которого проходили на Кипре и во Франкфурте-на-Майне.
В начале 2001 года Ирина Нельсон записала песню «The Way to Your Heart» совместно со швейцарским исполнителем DJ Bobo, с которым Нельсон познакомилась в Германии, когда тот искал вокалистку для записи совместной композиции. В апреле того же года на канале MTV Россия состоялась премьера видео «Сколько лет, сколько зим», снятого на Кипре. Режиссёром выступил Вячеслав Тюрин. В клипе состоялся дебют нового участника Григория Розова (DJ Silver). 18 апреля состоялся релиз дебютного альбома группы REFLEX «Встречай новый день». Он стал прорывом российской поп-музыки за счёт сочетания электроники и поп-исполнения и узнаваемого тембра голоса Ирины Нельсон. В тот же день его презентовали в развлекательном комплексе Golden Palace. Изначально пластинка должна была выйти 15 марта, но так как был напечатан не весь тираж, выпуск перенесли на апрель. 27 июля 2001 года, по приглашению правительства Гвинеи, коллектив выступил в её столице Конакри. Вернувшись в Москву, участники группы начали записывать песни для новой пластинки. В ноябре 2001 года вышел видеоклип на песню «Сойти с ума». В него были добавлены сцены, снятые группой в мае во время гастрольной поездки на Кипр, а остальные были досняты в Москве в октябре того же года. Эта композиция, написанная Вячеславом Тюриным и Ириной Нельсон в соавторстве с Викторией Сотовой, возглавила чарт «Еврохит Топ-40» радио «Европа плюс», а 15 ноября 2002 года получила награду «Золотой граммофон». REFLEX обрёл настоящую известность, песня становится поистине народной и визитной карточкой певицы и группы.
В начале 2002 года Кошелева и Давидовский покинули коллектив, в группу пришла Алёна Торганова. 4 февраля 2002 года состоялся релиз второго альбома REFLEX «Сойти с ума». В пластинку вошли 14 композиций — титульная и песни из предыдущего альбома группы. В марте группа отправилась на гастроли по 20 городам России с новой концертной программой. В апреле, в рамках программы культурного обмена между Россией и Гвинеей, группа во второй раз посетила Конакри. Летом REFLEX закончил запись третьего альбома «Я тебя всегда буду ждать». В конце июня в Ташкенте прошли съёмки клипа на заглавную композицию альбома. Презентация пластинки состоялась 24 октября 2002 года в клубе «Студио». В том же году выходит альбом «Это любовь!!!», Нельсон и Тюрин основали лейбл — REFLEXMUSIC, который в дальнейшем начал выпускать материал группы REFLEX. 19 марта 2003 года коллектив выступил на международном фестивале танцевальной музыки «Бомба года». В августе REFLEX вместе с группой «Тату» представил Россию на международном музыкальном фестивале Pop Komm, проходившем в немецком Кёльне. В 2003 году на базе нового лейбла началась работа над пятым альбомом группы — Non Stop. 19 ноября 2003 года в развлекательном комплексе «Метелица» состоялась его презентация, а 30 ноября в торговом центре «Горбушкин двор» — открытая презентация альбома. В декабре вышел клип на песню «Может быть, показалось» режиссёра Александра Игудина. Съёмки клипа проходили с 8 по 10 декабря в Таллине. Группа получает премии «Движение-2003», «Стопудовый хит» и «Песня года», а также номинируется на премии газеты «Московский комсомолец» «ZD Awards».
19 апреля 2004 года на территории технопарка «Кожевники» Александр Игудин снял клип на песню «Non Stop», в который пригласили российских футболистов Дмитрия Булыкина и Сергея Овчинникова. В этом же месяце вышло видео на акустическую версию песни «Может быть, показалось», записанную при участии симфонического оркестра имени Рахманинова. Группа подписала контракт с немецкой компанией Babelspark и компанией Sony Music о выпуске нового сингла «I Can’t Live Without You». В сентябре диск поступил в продажу во все крупнейшие музыкальные магазины Германии, Австрии и Швейцарии, завоевав вторую позицию танцевального чарта видеоклипов телеканала VIVA Plus и четвёртую в чартах продаж Германии. На презентации альбома присутствовали представители всех крупнейших немецких СМИ, включая концерн Springer и телекомпанию RTL, которая посвятила этому событию репортаж в программе «Эксклюзив». Таблоид Bild написал, что группа ассоциируется у немцев с «новым образом открытой, демократичной и свободной России» и посвятил REFLEX и Ирине Нельсон обложки трёх своих номеров. 11 ноября 2004 года группа получила награду на премии «Движение-2004» за клип «Non Stop». 14 и 15 ноября на Украине прошли съёмки клипов на песни «Люблю» и «I Lose My Mind». 27 ноября в Германии состоялась презентация сингла «I Lose My Mind».
В начале 2005 года на лейбле Artur Music вышел сборник песен «Лирика „Люблю…“», в который вошли популярные песни и ремейки группы. В этом же году компания Universal издала сингл «18 Mne Uzhe», который попал в национальный чарт Австрии и добрался до второй строчки. В феврале группа приняла участие в национальном отборе конкурса песни «Евровидение», получив лидирующее место от жителей регионов России, однако в московском голосовании группе существенно помешали. На праздничном первомайском концерте коллектив представил песню «Научи любить». Летом вышел первый сингл «Танцы», анимационный клип на который был снят студией «Муха». Съёмки проходили с 8 по 23 июня. В июле вышел документальный фильм «Non Stop», посвящённый пятилетию коллектива и включающий 16 клипов группы. В октябре на «Русском радио» состоялась премьера песни «Я разбила небо». В ноябре завершились съёмки анимационного клипа на эту песню. 2 декабря группа выпустила шестой студийный альбом «Пульс», включающий в себя 14 композиций, среди которых — хит «Танцы», занявший 1-е место в хит-параде «Золотого граммофона». Релиз должен был состояться 23 ноября, но его перенесли в связи с проведением всероссийской антипиратской операции «Контрафакт». По данным компании «Мистерия звука», которая является дистрибьютором пластинки «Пульс», альбом возглавил топ-10 российских исполнителей и стал хитом продаж, обойдя Валерия Меладзе, Uma2rman, Серёгу. В том же году Нельсон вошла в топ-100 самых сексуальных женщин мира по версии русской редакции журнала FHM. В конце года в группе появилась российская поп-певица Женя Малахова.
В начале февраля 2006 года на записи концерта «Новые песни о главном» в концертном зале «Россия» состоялось выступление коллектива в обновлённом составе. Группа пересняла клип «Я разбила небо» и приступила к съёмкам видео на песню «Жёсткое диско», которые проходили в Киеве со 2 по 5 мая 2006 года. Режиссёрами клипа выступили Виталий Мухаметзянов и Семён Горов. В сентябре состоялся релиз ремиксового альбома «Гарем», в который вошли 10 композиций группы с предыдущих альбомов, обработанных в стиле лаунж. Нельсон награждают медалью «За профессионализм и деловую репутацию», а Тюрина — орденом «За профессионализм и деловую репутацию» III степени за высокий профессионализм и большой личный вклад в развитие популярной музыки. Ирину также наградили медалью «Профессионал России». Группа REFLEX в результате голосования читателей признана лучшим танцевальным проектом года по версии газеты «Московский комсомолец». Когда REFLEX был на пике популярности, Нельсон почувствовала сильнейшее переутомление. Она решила сделать перерыв, а в дальнейшем стать сольной исполнительницей, потому что формат girls-бэнда практически «размыл» её имя. В ноябре, во время вручения Андреем Малаховым группе REFLEX третьего по счёту «Золотого граммофона», Ирина Нельсон в эфире Первого канала объявила об уходе из коллектива. 29 ноября прошли съёмки клипа на песню «Научи любить» с новой участницей группы, сорежиссёром которого стала Нельсон. В 2007 году компания Gallop Media опубликовала итоги опроса жителей России и СНГ за 2006 год о самых популярных и желанных звёздах сцены и кино. REFLEX вошёл в десятку коллективов России из 50 позиций.

### 2007—2012: Перерыв и сольная карьера
В 2007 году Ирина Нельсон отправилась в Дубай, где около двух лет восстанавливала силы после работы в группе. Первое время музыка вызывала у неё раздражение. Однако вскоре она начинает работать на звукозаписывающей студии, которую возглавил Тюрин. Ирина восполняет информационные пробелы, слушая современную английскую и американскую музыку — Coldplay, Аланис Мориссетт, Иэна Брауна, Криса Корнелла, Джеймса Бланта, Джима Моррисона.
После окончания контракта в Дубае Ирина Нельсон и Вячеслав Тюрин принимают решение о продвижении певицы на международном музыкальном рынке и готовятся к первому сольному англоязычному альбому в репертуаре артистки. У Нельсон возникло желание вернуться к своему творчеству, написанному ею в период учёбы в музыкальном училище, и она выбрала софт-рок. Для записи нового материала Тюрин выбрал студию Air в Лондоне, где записывалась легендарная группа The Beatles. Тюрин возглавил команду профессионалов, работавших над записью новой пластинки. В создании альбома принял участие известный продюсер и звукоинженер Стив Орчард, сотрудничавший с Полом Маккартни, Джорджем Майклом, Питером Гэбриелом, Стингом и другими мировыми звёздами. Нельсон хотела добиться абсолютного настоящего английского звучания, тренинги во вокалу ей проводил Терри Рональд, ставивший произношение Кайли и Данни Миноуг, Girls Aloud, Atomic Kitten и другим артистам. Тюрин работал с пультом Neve — одним из трёх существующих в мире, изготовленным по специальному заказу Джорджа Мартина. В песне Ирины Нельсон «Escape» звучит партия органа, сыгранная на Hammond 1962 года, с помощью которого записывали свои произведения Питер Гэбриел и музыканты U2. В 2008 году после перерыва Ирина Нельсон в новом образе даёт первый живой сольный концерт в стиле софт-рок в рамках Международного музыкального проекта в клубе «Апельсин».
В 2009 году Нельсон и Тюрин создают свой новый лейбл NTMG. Они подписывают контракт об издании нового альбома Ирины Нельсон — Sun Generation, над которым продолжают работу совместно c американским продюсером и композитором Гэри Миллером, а также с компаниями Universal Music Group и компанией Bungalo music. В июне того же года певица выпускает новый сингл «Sunrise» («Рассвет»), на которую Никлас Фронда, известный по своей работе над клипом к песне группы Rasmus «In the Shadows», снимает клип в Исландии. Сингл Ирины Нельсон «Sunrise» был выпущен в июне 2009 года. Эта песня занимает 35-е место в главном музыкальном чарте мира Billboard и держится на протяжении шести недель в этом популярном хит-параде. Американский MTV/Logo добавляет видео на эту композицию в эфир ТВ-шоу «NEW NOW NEXТ», а спутниковый телеканал Америки Eurochannel посвящает Ирине программы, называя её «Певица — принцесса из Сибири», и ставит музыку Вячеслава Тюрина в заставках канала вместе с группой MUSE. Ирина Нельсон стала первой российской исполнительницей после группы «Тату», имя которой оказалось в чарте Billboard. О певице публикуют материалы американские издания, в том числе Laughing Lindsay. Обувной бренд Velvet Angels делает Ирину Нельсон новым лицом для рекламы своей коллекции осень — зима 2009. В 2009 году выходит макси-сингл Ирины Нельсон — Sunrise (New York Remixes), треки которого сделаны диджеями Jason Nevins, Chew Fu и Fonzerelli, работающими c Lady Gaga, Rihanna, Pink, Katy Perry, Britney Spears и Timbaland.
В 2010 году Нельсон и Тюрин уехали в Лос-Анджелес, чтобы перенять опыт создания мировой музыки. 19 апреля того же на встрече с сенатором Калифорнии Барбарой Боксер, поддерживающей йогу, Нельсон встретилась с Президентом США Бараком Обамой, который специально для неё сделал подарок. В том же году Нельсон совместно с группой REFLEX выпускает клип на песню «Се ля ви», представ в образе рок-дивы и став его сорежиссёром. Летом 2011 года в Калифорнии Вячеслав Тюрин снял клип на песню «Тёплое солнце», а 27 августа состоялась премьера видео в России. 20 марта следующего года в США состоялся мировой релиз альбома Ирины Нельсон — Sun Generation, выпущенный компанией Universal Music Group. В том же году пластинка вышла и в России, получив название «Тёплое солнце».

### С 2012: Возвращение в REFLEX и совмещение сольной карьеры
1 февраля 2012 года Ирина Нельсон объявила о том, что возвращается в группу REFLEX в качестве основной вокалистки и что также будет совмещать сольную карьеру. 24 февраля 2012 в клубе Premier Lounge, на II церемонии торжественного вручения премии «FHM: Top of The Month», REFLEX получил награду в номинации «Мы — вместе» за воссоединение и возвращение в коллектив Нельсон. 17 марта в клубе Milk состоялось первое выступление Ирины Нельсон в составе группы после её возвращения. В составе Нельсон и Торгановой группа сняла в Малибу два клипа на песни «Я буду небом твоим» и «Если небо не за нас», которые появились в ротации отечественных музыкальный каналов в мае и октябре соответственно. За три недели видео «Я буду небом твоим» набрало более трёх миллионов просмотров на портале YouTube. Эта песня вышла одноимённым синглом в мае 2012 года.
В феврале 2013 года вышел сингл «Ангел», который был записан в дуэте с певицей Эльвирой Т. Летом группа выпустила песню «Лето на окна», которая была представлена 14 июня на сольном концерте коллектива в клубе Arena Moscow, а в июле был снят клип на эту композицию. В октябре группа выступила на «Партийной зоне» телеканала Муз-ТВ. В конце ноября 2013 года REFLEX стал лауреатом 18-й ежегодной премии «Золотой граммофон». На сцене Кремля коллектив исполнил песню «Я буду небом твоим», за которую получил награду.
В начале 2014 года состоялся релиз альбома группы REFLEX «Воспоминания о будущем», который записывался с 2012 года. В мае был снят клип на песню «Прикосновения». Он включает в себя новые композиции и новые версии известных хитов группы. Также летом этого года компанией Prostotoys были выпущены куклы, созданные по образу участниц группы. В том же году Нельсон вместе с Денисом Клявером записала песню «Я за тебя молюсь». В марте 2015 года вышел сингл «Художник». 9 октября на портале iTunes состоялся релиз альбома «Взрослые девочки», который изначально планировался как сольная работа Ирины Нельсон. Также в октябре состоялась премьера клипа на песню «Художник», который стал визитной карточкой масштабного социального проекта, посвящённого защите детей от родительской агрессии. В конце ноября прошли съёмки клипа на заглавную композицию альбома, премьера которого состоялась в марте 2016 года.
В феврале 2016 года коллектив представил новую песню «Говори со мной». 25 марта группа REFLEX превратилась в сольный проект Ирины Нельсон, поскольку Алёна Торганова покинула коллектив. В свет вышли несколько клипов певицы, в последующем было запланировано создать видеоальбом. 23 марта 2016 вышла Deluxe-версия альбома «Взрослые девочки», в которую также вошли новые синглы «Говори со мной» и «Солнце». Презентация пластинки состоялась 26 апреля 2016 года в московском клубе «Облака» вместе с празднованием дня рождения Нельсон, юбилея группы и всей творческой карьеры. 18 мая 2017 года Указом Президента Российской Федерации В. В. Путина Ирину Нельсон наградили медалью ордена «За заслуги перед Отечеством» II степени — фактически за благотворительные концерты в Донбассе в 2016 году.
В июле 2018 года вышел новый клип Ирины Нельсон «Не дай ему уйти», режиссёром которого стал Евгений Конасов. 25 ноября того же года REFLEX презентовал новый сингл «Зима», представляющий собой новую аранжировку ранее вышедшей песни, на которую 24 декабря был выпущен клип. 8 марта 2019 года вышло продолжение лаунж-альбома «Гарем 2». 5 апреля состоялась премьера сингла «Давай танцуй», на который 16 мая был представлен новый клип. 18 октября 2019 года вышел новый сингл «Дым и Танцы». 27 декабря того же года состоялась премьера новой версии песни Savage Only You, исполненного в дуэте с этим итальянским исполнителем. В апреле 2020 года вышел сингл «Сеть».

## Личная жизнь
В первый раз вышла замуж в Новосибирске. В браке родился сын Антон — в дальнейшем музыкант, мультиинструменталист (в 2010 году у него родился сын). После знакомства с Вячеславом Тюриным и решения переезда в Москву муж начал сильно ревновать и она была вынуждена оставить семью, а сын остался воспитываться у родителей. Спустя два года, после обустройства в Москве, забрала сына к себе и определила его в частную школу.
С начала 1990-х годов Нельсон и Тюрин стали встречаться. Поначалу у них были дружеские отношения, а через несколько лет они решили жить вместе. развелась с первым мужем и в начале 2000-х годов расписалась с Вячеславом.

### Проект о здоровье
С 1998 года начала активно уделять внимание здоровью. Она отказалась от употребления мяса, рыбы и яиц и стала сторонницей веганства.
Нельсон c давних лет занимается йогой, более профессионально — с 2010 года. Имеет сертификат преподавателя по учению Йоги Бхаджана, который получила после прохождения специальной подготовки в Kundalini Research Institute в Лос-Анджелесе, и является профессиональным преподавателем кундалини-йоги.
Основала проект о красоте и здоровье Life108, назвав его в честь полного цикла жизни в кундалини-йоге, составляющего 108 лет. Утверждает, что нашла способ прожить такой период жизни.

## Общественная позиция
В 2014 г. поддержала аннексию Крыма. Неоднократно выступала в ДНР, в 2016 г. сняла клип в оккупированном Крыму.

## Книга
В 2020 году в издательстве «АСТ» вышла автобиографическая книга Ирины Нельсон «Люблю» (ISBN 978-5-17-133615-8), на написание которой ушло 2 года. Презентация книги состоялась 30 сентября 2020 года в московском ресторане «Кому жить хорошо».

## Награды
- 2017 (18 мая) — медаль ордена «За заслуги перед Отечеством» II степени — за заслуги в развитии культуры, большой вклад в подготовку и проведение важных творческих и гуманитарных мероприятий[12][14]

## Дискография

### Альбомы
В составе группы «Электроверсия»
- 1992 — «Вечер с Дианой»

Диана
Всего у Дианы выпущено 6 студийных альбомов, сборник, макси-сингл и ремиксовый альбом.
- 1993 — «Я хочу любить!»
- 1994 — «Я вернусь»
- 1996 — «Не говори…»
- 1997 — «Гори, гори ясно!»
- 1998 — «Скатертью дорога!»
- 1998 — «Не целуй её (Dance Remix)»
- 1998 — «The Best»
- 1999 — «Радио любви»

В составе группы REFLEX
- 2001 — «Встречай новый день»
- 2002 — «Сойти с ума» (переиздание альбома «Встречай новый день»)
- 2002 — «Я тебя всегда буду ждать»
- 2003 — «Это любовь!!!»
- 2003 — Non Stop
- 2005 — «Лирика „Люблю…“»
- 2005 — «Пульс»
- 2006 — «Гарем» (Lounge & Chillout remixes)
- 2014 — «Воспоминания о будущем»
- 2015 — «Взрослые девочки»
- 2019 — «Гарем 2»

Ирина Нельсон
- 2012 — Sun Generation (в России — «Тёплое солнце»)

## Видеография

### Диана
| Год  | Клип                 | Режиссёр                     | Альбом              |
| ---- | -------------------- | ---------------------------- | ------------------- |
| 1991 | «Я хочу любить тебя» | неизвестно                   | «Я хочу любить!»    |
|      | «Королева»           | неизвестно                   | «Я хочу любить!»    |
| 1993 | «Джонни»             | неизвестно                   | «Я хочу любить!»    |
| 1994 | «Белая песня»        | Тигран Кеосаян               | «Я вернусь»         |
| 1996 | «Не говори»          | Григорий Константинопольский | «Не говори…»        |
| 1996 | «Грешная любовь»     | Евгений Митрофанов           | «Не говори…»        |
| 1996 | «Я тебя провожаю»    | Евгений Митрофанов           | «Не говори…»        |
| 1997 | «Гори, гори ясно!»   | Евгений Сердюковский         | «Гори, гори ясно!»  |
| 1998 | «Скатертью дорога»   | Евгений Сердюковский         | «Скатертью дорога!» |
| 1998 | «Не целуй её»        | Евгений Сердюковский         | «Скатертью дорога!» |
| 1999 | «Не жалей о том»     | Евгений Сердюковский         | «Радио любви»       |

### В составе группы REFLEX
| Год  | Месяц                              | Клип                           | Режиссёр                         | Состав                                                           |
| ---- | ---------------------------------- | ------------------------------ | -------------------------------- | ---------------------------------------------------------------- |
| 1999 | Декабрь                            | «Дальний свет»                 | Вячеслав Тюрин                   | Ирина Нельсон                                                    |
| 1999 | Декабрь                            | «Distant Light»                | Вячеслав Тюрин                   | Ирина Нельсон                                                    |
| 2000 | Июль                               | «Встречай новый день»          | Вячеслав Тюрин                   | Ирина Нельсон, Ольга Кошелева, Денис Давидовский, Григорий Розов |
| 2001 | Май                                | «Сколько лет, сколько зим»     | Вячеслав Тюрин                   | Ирина Нельсон, Ольга Кошелева, Денис Давидовский, Григорий Розов |
| 2001 | Сентябрь                           | «Сойти с ума»                  | Вячеслав Тюрин                   | Ирина Нельсон, Ольга Кошелева, Денис Давидовский, Григорий Розов |
| 2002 | Июнь                               | «Первый раз»                   | Вячеслав Тюрин                   | Ирина Нельсон, Алёна Торганова, Григорий Розов                   |
| 2002 | «Первый раз» (Акустическая версия) |                                | Вячеслав Тюрин                   | Ирина Нельсон, Алёна Торганова, Григорий Розов                   |
| 2002 | Сентябрь                           | «Я тебя всегда буду ждать»     | Баходыр Юлдашев                  | Ирина Нельсон, Алёна Торганова, Григорий Розов                   |
| 2002 | «Я тебя всегда буду ждать» (Remix) |                                | Баходыр Юлдашев                  | Ирина Нельсон, Алёна Торганова, Григорий Розов                   |
| 2003 | Март                               | «Мне трудно говорить»          | Вячеслав Тюрин и Баходыр Юлдашев | Ирина Нельсон, Алёна Торганова, Григорий Розов                   |
| 2003 | Апрель                             | «I Can’t Live Without You»     | Вячеслав Тюрин и Баходыр Юлдашев | Ирина Нельсон, Алёна Торганова, Григорий Розов                   |
| 2003 | Май                                | «Падали звёзды»                | Вячеслав Тюрин                   | Ирина Нельсон, Алёна Торганова, Григорий Розов                   |
| 2003 | Сентябрь                           | «Может быть, показалось»       | Александр Игудин                 | Ирина Нельсон, Алёна Торганова, Григорий Розов                   |
| 2003 | Декабрь                            | «Это Новый год»                | неизвестно                       | Ирина Нельсон, Алёна Торганова, Григорий Розов                   |
| 2004 | Февраль                            | «Non Stop»                     | Александр Игудин                 | Ирина Нельсон, Алёна Торганова, Григорий Розов                   |
| 2004 | Март                               | «Non Stop» (English Version)   | Александр Игудин                 | Ирина Нельсон, Алёна Торганова, Григорий Розов                   |
| 2004 | Август                             | «Люблю»                        | Семён Горов                      | Ирина Нельсон, Алёна Торганова, Григорий Розов                   |
| 2004 | Ноябрь                             | «I Lose My Mind»               | Семён Горов                      | Ирина Нельсон, Алёна Торганова, Григорий Розов                   |
| 2005 | Июнь                               | «Танцы»                        | Виталий Мухаметзянов             | Ирина Нельсон, Алёна Торганова, Григорий Розов                   |
| 2005 | Июнь                               | «Я разбила небо»               | Виталий Мухаметзянов             | Ирина Нельсон, Алёна Торганова, Григорий Розов, Женя Малахова    |
| 2006 | Май                                | «Жёсткое диско»                | Семён Горов                      | Ирина Нельсон, Алёна Торганова, Григорий Розов, Женя Малахова    |
| 2012 | Май                                | «Я буду небом твоим»           | Вячеслав Тюрин                   | Ирина Нельсон, Алёна Торганова                                   |
| 2012 | Август                             | «Если небо не за нас»          | Вячеслав Тюрин                   | Ирина Нельсон, Алёна Торганова                                   |
| 2012 | Сентябрь                           | «Потому что не было тебя 2012» | Вячеслав Тюрин                   | Ирина Нельсон, Алёна Торганова                                   |
| 2013 | Август                             | «Лето за окна»                 | Вячеслав Тюрин                   | Ирина Нельсон, Алёна Торганова                                   |
| 2014 | Май                                | «Прикосновения»                | Вячеслав Тюрин                   | Ирина Нельсон, Алёна Торганова                                   |
| 2015 | Март                               | «Художник»                     | Вячеслав Тюрин                   | Ирина Нельсон, Алёна Торганова                                   |
| 2016 | Март                               | «Взрослые девочки»             | Вячеслав Тюрин                   | Ирина Нельсон, Алёна Торганова                                   |
| 2016 | Март                               | «Всё, что хотела»              | Вячеслав Тюрин                   | Ирина Нельсон                                                    |
| 2016 | Апрель                             | «Говори со мной»               | Вячеслав Тюрин                   | Ирина Нельсон                                                    |
| 2016 | Апрель                             | «Introduction — Погружение»    | Вячеслав Тюрин                   | Ирина Нельсон                                                    |
| 2016 | Октябрь                            | «Ты не узнаешь»                | Вячеслав Тюрин                   | Ирина Нельсон                                                    |
| 2016 | Декабрь                            | «После тебя»                   | Вячеслав Тюрин                   | Ирина Нельсон                                                    |
| 2016 | «Всё, что хотела (Love Mix)»       |                                | Вячеслав Тюрин                   | Ирина Нельсон                                                    |
| 2017 | Май                                | «Бросай оружие»                | Вячеслав Тюрин                   | Ирина Нельсон                                                    |
| 2017 | Июль                               | «В московском небе»            | Вячеслав Тюрин                   | Ирина Нельсон                                                    |
| 2018 | Июль                               | «Не дай ему уйти»              | Евгений Конасов                  | Ирина Нельсон                                                    |
| 2018 | Декабрь                            | «Зима»                         | Вячеслав Тюрин                   | Ирина Нельсон                                                    |
| 2019 | Февраль                            | «Встречай новый день 2019»     | Вячеслав Тюрин                   | Ирина Нельсон                                                    |
| 2019 | Май                                | «Давай танцуй»                 | Вячеслав Тюрин                   | Ирина Нельсон                                                    |
| 2022 | Январь                             | «Потерянный рай»               | Павел Розатов                    | Ирина Нельсон                                                    |

### Ирина Нельсон
| Год  | Клип                                    | Режиссёр             | Альбом          |
| ---- | --------------------------------------- | -------------------- | --------------- |
| 2009 | «Рассвет»                               | Никлас Фронда        | «Тёплое солнце» |
| 2010 | «Sunrise»                               | Никлас Фронда        | Sun Generation  |
| 2010 | «Селяви»                                | Виталий Мухаметзянов |                 |
| 2011 | «Тёплое солнце»                         | Вячеслав Тюрин       | «Тёплое солнце» |
| 2014 | «Я за тебя молюсь» (feat. Денис Клявер) | Вячеслав Тюрин       | Ожидается       |